# 第604特別用途中心

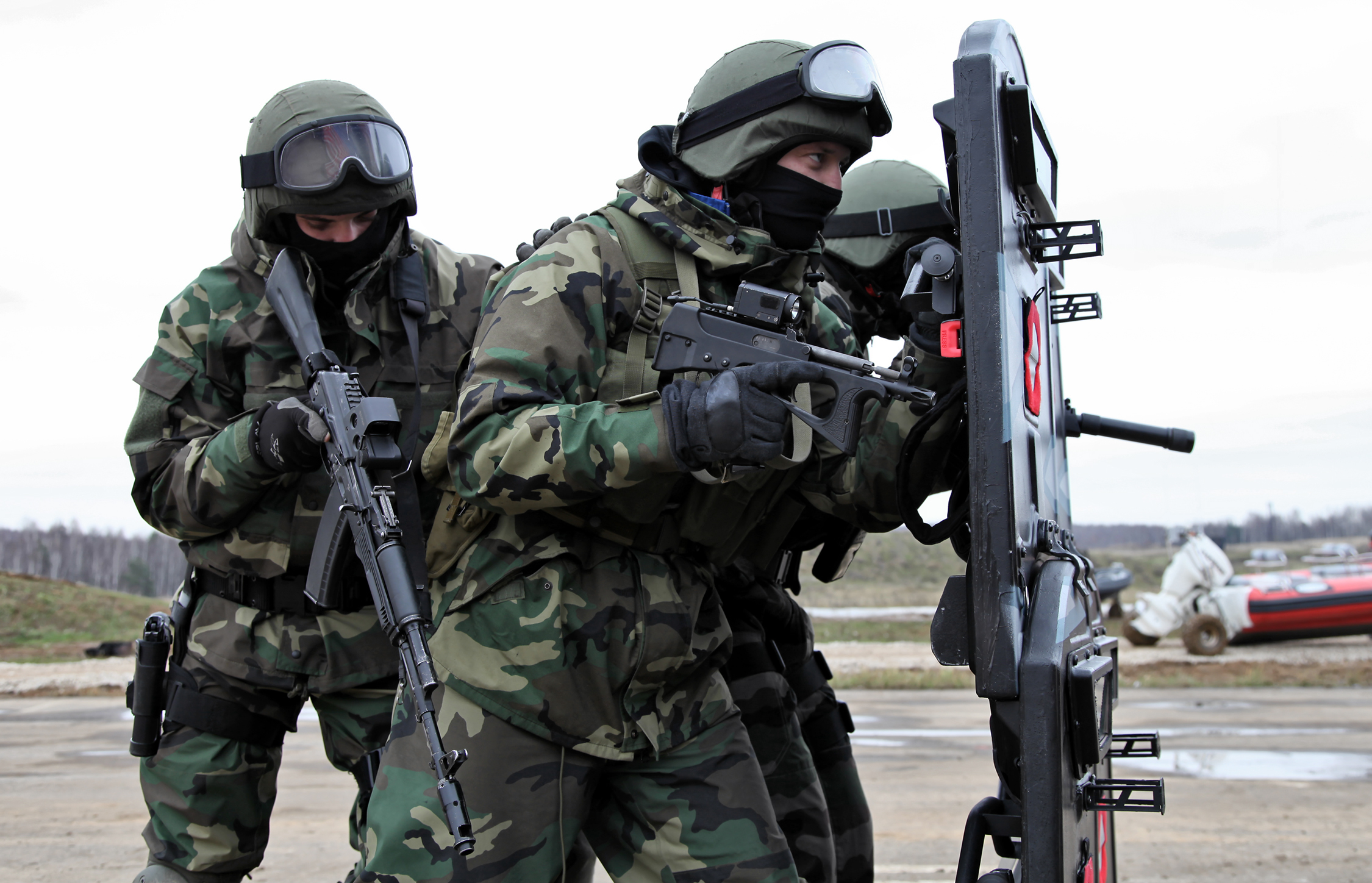
演習中的第604特別用途中心幹員

第604特別用途中心是隸屬於俄羅斯聯邦國家近衛軍（曾隸屬俄羅斯聯邦內務部內衛部隊）獨立作戰師的一個特種作戰單位。該中心成立於2008年9月1日，由已解散的勇士特種部隊和羅斯特種部隊（RUS）作基礎合併而成。
“勇士”特種部隊的成立可追溯到1970年代，當時蘇聯政府為了準備1980年莫斯科奧運會而創立了一支精銳部隊。該部隊的人員是從獨立作戰用途師的士兵中挑選出來，並授予他們特種部隊的戰術訓練。這支部隊的核心成員成為了後來的“勇士”特種部隊幹員。
在1989年納戈爾諾-卡拉巴赫危機期間，該部隊遭到擴編，並由原來的特別用途訓練連升級至一支營級部隊，不久“勇士”特種部隊就此誕生。
“羅斯”特種部隊成立於1994年8月1日，其前身為蘇聯內衛部隊獨立特別用途機動步兵營（OMSBON）第4營，後來改名為ODON。“羅斯”部隊的主要任務是反恐和在危機時期發起直接行動，但他們也積極地跟其他內務部單位（例如勇士部隊）參與在車臣和北高加索地區的軍事或準軍事作戰。
在蘇聯解體後，內務部特種部隊的作戰地域主要聚焦在北高加索地區。
第604特別用途中心成立後，一些從事專業任務（例如：地雷戰、傘降、攀爬和潛水）的單位亦得以成立。
該部隊的象徵是俄羅斯內衛部隊常用的栗色貝雷帽。
自2016年4月5日，俄羅斯政府成立俄羅斯聯邦國家近衛軍以取代內衛部隊，第604特別用途中心亦改編為國家近衛軍傘下部門。
2022年俄羅斯入侵烏克蘭期間，第604特別用途中心參與對烏克蘭的軍事行動，目前已有至少7人陣亡。

## 任務
第604特別用途中心主要聚焦於郊區的作戰行動，包括清剿恐怖份子大本營和執行大規模掃蕩行動。

## 已知裝備

### 個人武器

#### 手槍
| 武器名稱   | 原產地 | 備註 |
| ---------- | ------ | ---- |
| MP-443烏鴉 | 俄羅斯 | -    |

#### 衝鋒槍
| 武器名稱 | 原產地 | 備註 |
| -------- | ------ | ---- |
| 勇士-SN  | 俄羅斯 | -    |
| PP-2000  | 俄羅斯 | -    |

#### 突擊步槍
| 武器名稱 | 原產地        | 備註 |
| -------- | ------------- | ---- |
| 9A-91    | 俄羅斯        | -    |
| AS Val   | 苏联          | -    |
| AK-74M   | 苏联 · 俄羅斯 | -    |
| AK-103   | 俄羅斯        | -    |
| AK-104   | 俄羅斯        | -    |
| AK-105   | 俄羅斯        | -    |

#### 狙擊步槍
| 武器名稱    | 原產地 | 備註 |
| ----------- | ------ | ---- |
| VSK-94      | 俄羅斯 | -    |
| SVD         | 苏联   | -    |
| SV-98       | 俄羅斯 | -    |
| VSS溫托雷斯 | 苏联   | -    |

#### 輕機槍／通用機槍
| 武器名稱    | 原產地 | 備註 |
| ----------- | ------ | ---- |
| PKP佩切涅格 | 俄羅斯 | -    |

#### 榴彈發射器
| 武器名稱 | 原產地 | 備註 |
| -------- | ------ | ---- |
| GM-94    | 俄羅斯 | -    |

#### 反裝甲武器
- 各種火箭推進榴彈

### 個人裝備
- 作戰服
  - 常見為全黑或各種迷彩樣式的作戰服。
- 戰術頭盔
- 抗噪耳機
- 攜板背心
- 無線電
- 各種手榴彈
- 防彈盾
  -  Fort Vant-VM

## 外部連結
- . Пресс-бюро ГКВВ МВД России. 2008-12-23  [2009-10-25]. （原始内容存档于2013-10-16）.

## 另見
- 俄羅斯內衛部隊
- 阿爾法小組
- 信號旗特種部隊
- 俄羅斯特種部隊
- 俄羅斯聯邦內務部